# Grzegorz Woś
Grzegorz Woś (ur. 30 kwietnia 1981 w Jedlinie-Zdroju) – polski aktor, teatralny, filmowy i telewizyjny. W 2007 ukończył studia na Akademii Teatralnej w Warszawie. Aktor Teatru im. Wilama Horzycy w Toruniu.

## Filmografia

### Teatr Telewizji
- 2008 – Stygmatyczka (Scena Faktu Teatru Telewizji) jako żołnierz

### Film
- 2007 – Ranczo Wilkowyje jako Emanuel
- 2007 – Wywiad jako dziennikarz

### Serial
- 2017 – Barwy szczęścia jako deweloper Michalski
- 2012 – Lekarze jako ratownik medyczny
- 2009 – Rodzina zastępcza jako dźwiękowiec (odc. 316)
- 2008 – Ojciec Mateusz jako laborant (odc. 2)
- 2007 – Hotel pod żyrafą i nosorożcem jako aspirant Kruczek (odc. 7)
- 2007 – Niania jako fotoreporter „Euforii” (odc. 62)
- 2007 – Na dobre i na złe jako mężczyzna (odc. 291)
- 2007 – Faceci do wzięcia jako pielęgniarz (odc. 41)
- 2006 – Egzamin z życia jako fotoreporter (odc. 49)
- 2003–2008 – Na Wspólnej jako kolega Urszuli
- 2002–2008 – Samo życie jako agent nieruchomości